# Ribeirão Pinguim
Ribeirão Pinguim är ett vattendrag i Brasilien.   Det ligger i delstaten Paraná, i den södra delen av landet, 1 000 km sydväst om huvudstaden Brasília.
Trakten runt Ribeirão Pinguim består till största delen av jordbruksmark. Runt Ribeirão Pinguim är det glesbefolkat, med 8 invånare per kvadratkilometer.